# Biografielijst By

## By
- Herman de By (1873-1961), Nederlands zwemmer

## Bya
- William Byam (1623-1670), Engels gouverneur van Suriname
- Antonia Susan Byatt (A.S. Byatt) (Antonia Susan Duffy) (1936-2023), Brits schrijfster

## Bye
- John Herman de Bye (1942-2022), Surinaams medicus en schrijver

## Byg
- Jens Byggmark (1985), Zweeds alpineskiër

## Byk
- Milena Bykova (1998), Russisch snowboardster
- Tamara Bykova (1958), Sovjet-Russisch/Russisch atlete
- Valeri Bykovski (1934), Russisch ruimtevaarder

## Byl
- Nelly Byl (1919-2011), Belgisch tekstdichter
- Thomas "Dynamite Kid" Billington (1958-2018), Engels professioneel worstelaar
- Meindert Bylsma (1941), Nederlands-Fries schrijver en dichter

## Byn
- Amanda Bynes (1986), Amerikaans televisieactrice en televisiecomédienne

## Byr

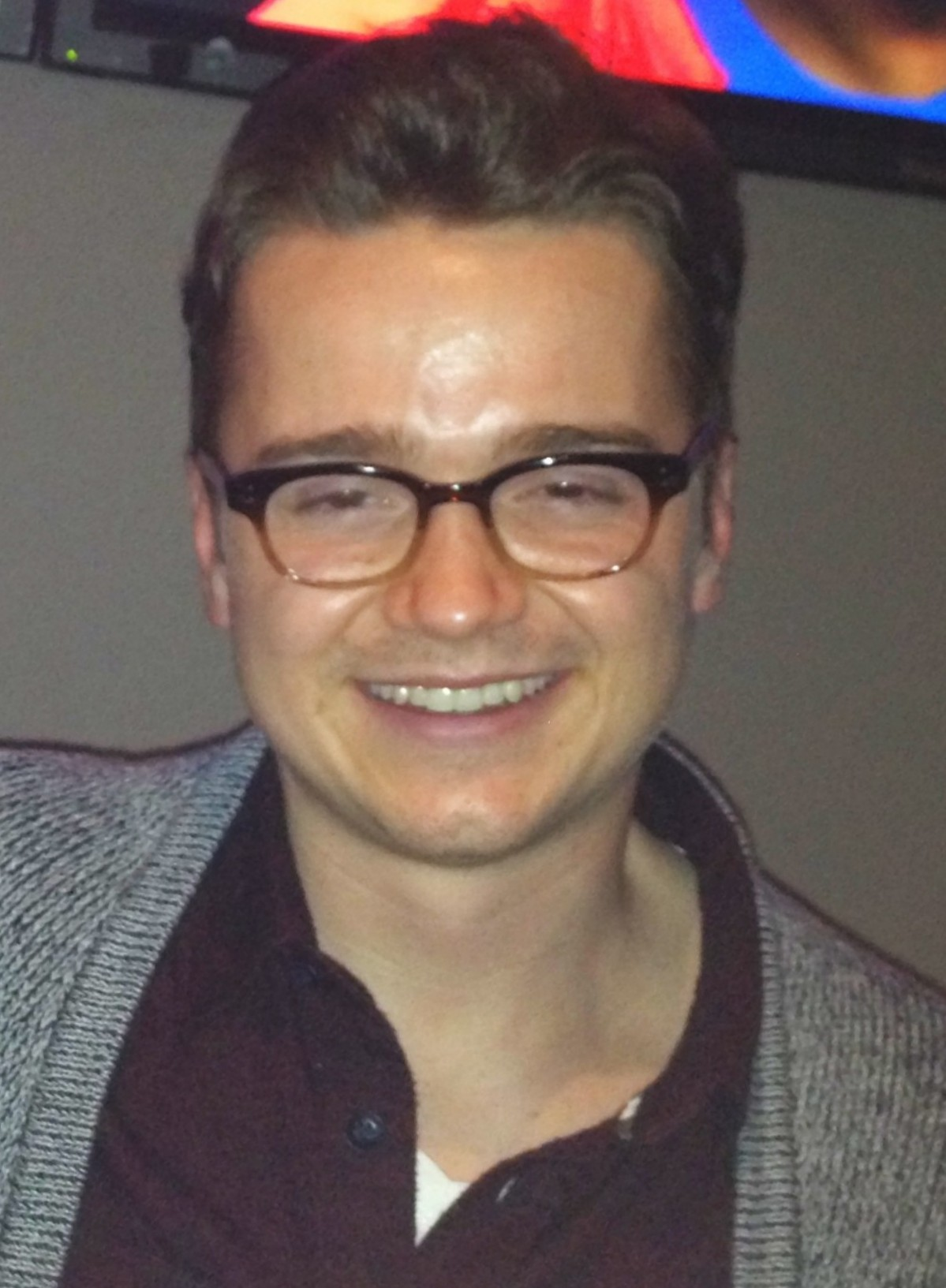
Dan Byrd

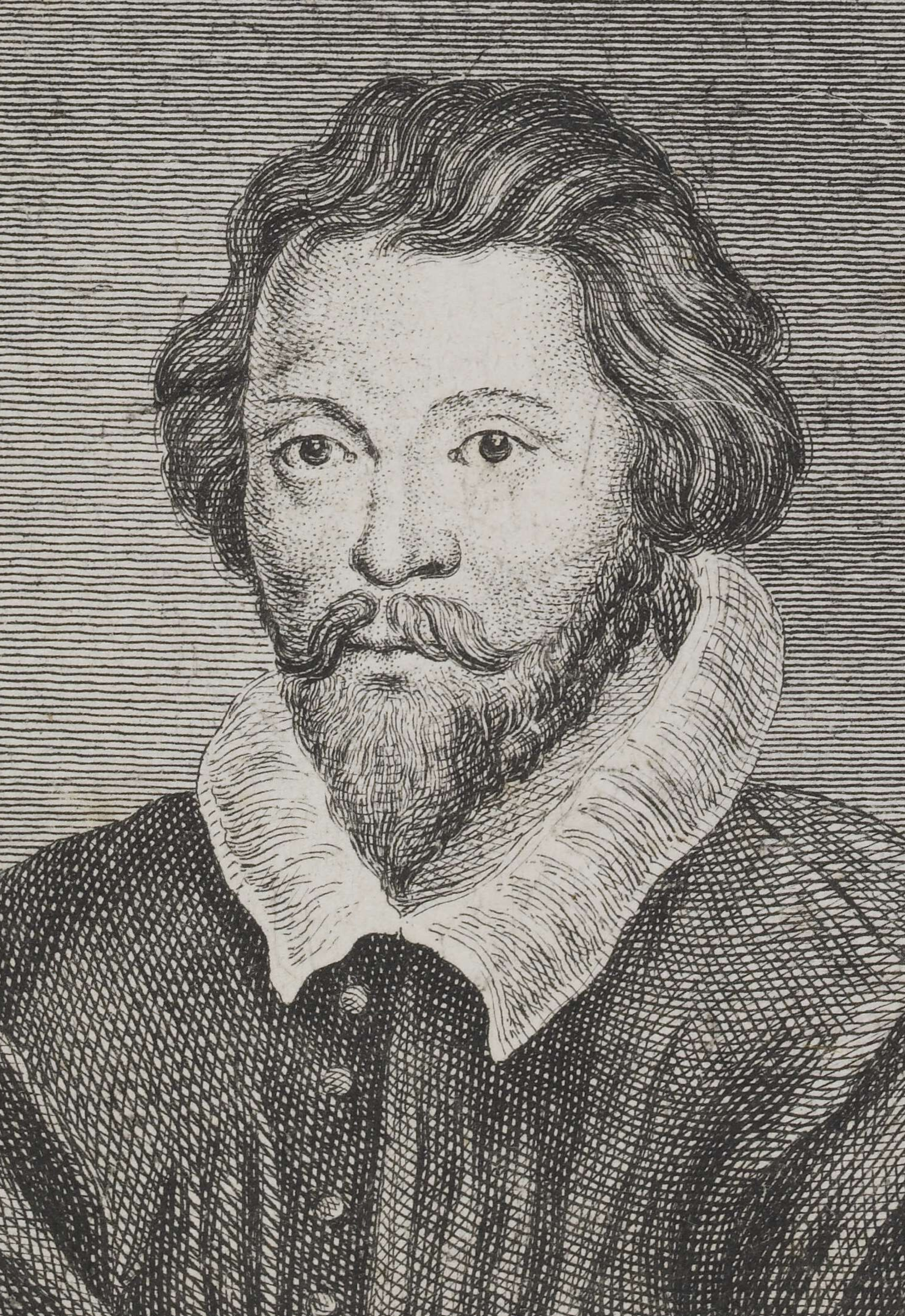
William Byrd

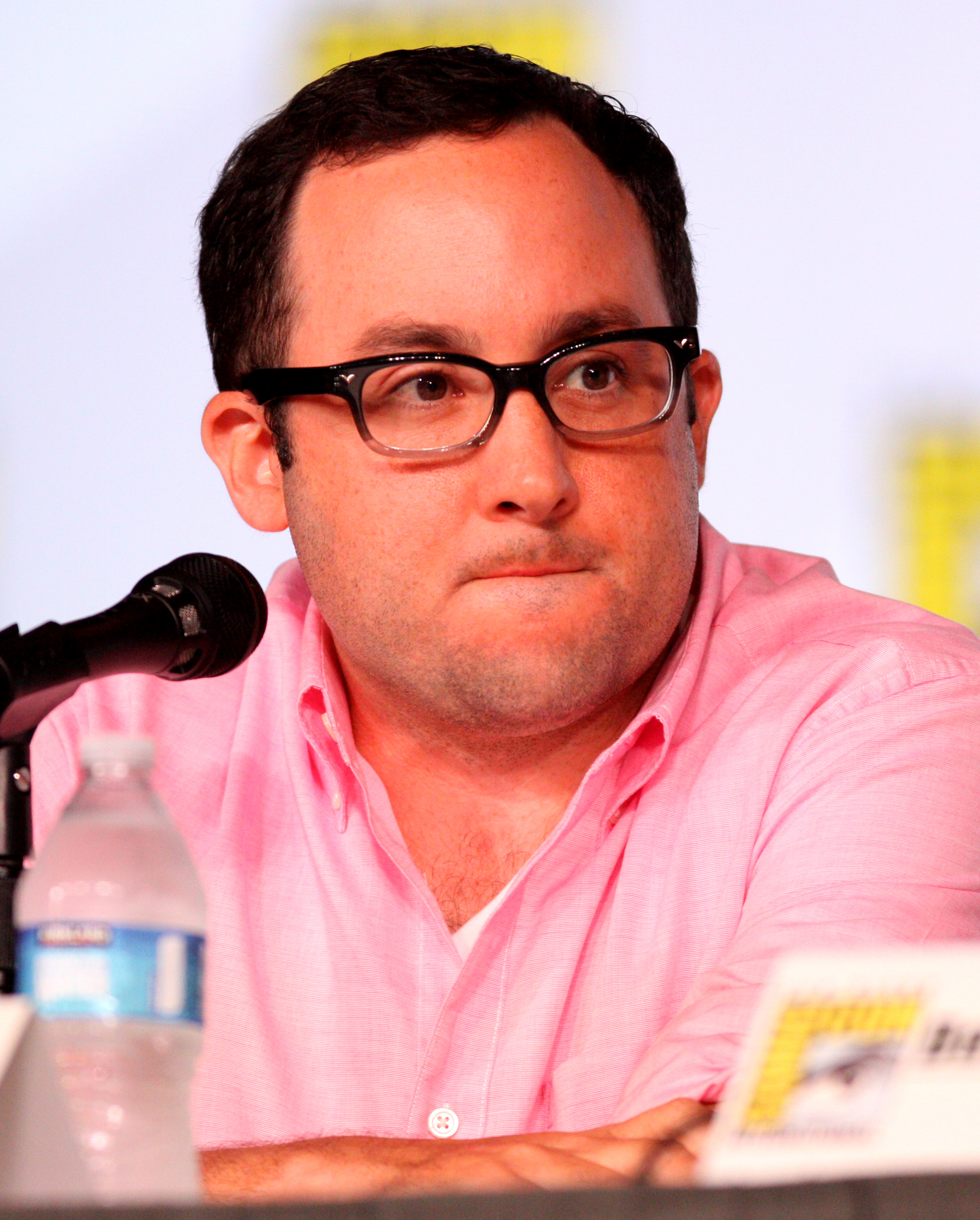
P.J. Byrne, 2012

- Anne Gee Byrd (1938), Amerikaans actrice
- Dan Byrd (1985), Amerikaans acteur
- Eugene Byrd (1975), Amerikaans acteur en filmproducent
- William Byrd (ca.1543-1623), Brits componist
- Bobby Byrne (1918-2006), Amerikaans trombnist en bigbandleider
- David Byrne (1952), Schots-Amerikaans zanger
- David Byrne (1947), Ierse Europees Commissaris, advocaat en officier van justitie
- Emma Byrne (1979), Iers voetbalster
- Martha Byrne (1969), Amerikaans actrice
- P.J. Byrne (1974), Amerikaans (stem)acteur
- Robert Byrne (1928-2013), Amerikaans schaker
- Rose Byrne (1979), Australisch actrice
- Shane Byrne (1976), Brits motorcoureur
- Andrew Byrnes (1983), Canadees roeier

## Byt
- Oleksij Bytsjenko (1988), Oekraïens-Israëlisch kunstschaatser